# هادي علي
هادي علي محمد (13 أبريل 1981) لاعب كرة قدم بحريني يلعب حاليا لصالح نادي الدرجة الأولى سترة البحريني في مركز الوسط المدافع من 2009 كما يجيد اللعب في مركز قلب الدفاع.

## الإنجازات

### المحرق
- الدرجة الأولى (3): 2004، 2006، 2007
- كأس ملك البحرين (1): 2005
- كأس ولي العهد (2): 2006، 2007
- كأس الاتحاد البحريني (1): 2005